# سه فراری: داستان‌های آرکادیا
سه فراری: داستان های آرکادیا یک مجموعه تلویزیونی پویانمایی آمریکایی است که توسط دریم‌ورکس انیمیشن تولید شده‌است و دومین قسمت از سه گانه داستان های آرکادیا است.
ساخت این سریال در تاریخ ۱۲ دسامبر ۲۰۱۷ توسط نتفلیکس و دریم ورکس آغاز شد. در تاریخ ۵ اکتبر ۲۰۱۸، تاریخ رونمایی اعلام شد و اولین تیزر منتشر شد. فصل اول از ۲۱ دسامبر ۲۰۱۸ در ۱۳ قسمت از نتفلیکس منتشر شد. این سریال با پخش فصل دوم کنسل شد، که در تاریخ ۱۲ ژوئیه ۲۰۱۹ اجرا شد. سومین و آخرین قسمت از داستان‌های آرکادیا با عنوان جادوگران در ۷ آگوست سال ۲۰۲۰(۱۷ مرداد ۱۳۹۹) منتشر شد.

## داستان
دو خواهر و برادر سلطنتی فضایی، پرنسس آجا و پرنس کرِل هاوس تارون، سگ آنها مانند حیوان خانگی به نام لووگ و محافظ آنها، وارواتوس وکس، از سیاره خانه خود آکریدیون-۵ فرار کرده و به‌طور خاصی در زمین و در آرکادیا اوکس[Arcadeia Oaks] کالیفرنیا سقوط می‌کنند. در آنجا، بیگانگان با فرهنگ و پوشش انسانی تنظیم می‌شوند و سعی می‌کنند سفینه فضایی خود را تعمیر کنند (و همچنین پدر و مادر تقریباً مرده خود پادشاه فیالکوو و ملکه کوراندا را ترمیم کنند) برای بازگشت و پس گرفتن آکریدیون-۵، که توسط ژنرال موراندو گرفته شده‌است. ژنرال وال موراندو یک دیکتاتور شیطان صفت است، که تاکنون تیمی از مزدوران بین کهکشانی به نام برادران زیران را برای یافتن و گرفتن شاهزادگان به بیرون فرستاده‌است. پس از تحقیق در مورد راهی برای متوقف کردن ژنرال موراندو و پیدا کردن محل مخفی شدن آجا و کرل، زادرا، یکی از محافظان نجیب اشرافی از آکریدیون-۵ وارد زمین می‌شود. در همین حال، پس از اطلاع از درگیری وی در کودتای موراندو، آجا و کرل تصمیم به تبعید وِکس می‌گیرند. ویکس در دوران تبعید خود به اسارت برادران زیرون دستگیر می‌شود و در پاسگاه مزدوران واقع در سیاره ماه زندانی می‌شود. در فصل ۲، آجا و کرل از دستگیری او مطلع شده و یک مأموریت نجات را راه اندازی می‌کنند. به زودی پس از نجات، این باند کشف می‌کند که موراندو به سمت زمین حرکت می‌کند. پس از شکست موفقیت‌آمیز او، آجا، وکس، زادرا، لوگ و بقیه سرانجام به خانه بازمی‌گردند و به ایلای پیوستند که داوطلبانه سفیر کره زمین در آکریدیون-۵ است. کرل که زمین به خانه او تبدیل شده‌است تصمیم می‌گیرد تا در کنار دوستان انسانی جدید خود در سیاره زمین  بماند.در آخر توبی و استیو درحال قدم زدن در خیابان هستند که ناگهان گربه ای سخنگو به آنها میگوید که دنیای آنها در خطر نابودی است
داستان درانمیشن جادوگران : داستان های ارکدیا  ادامه پیدا میکند. اما قبل از آن باید سریال غول کش ها را ببینید.
به این ترتیب است: غول کش ها ، سه فراری ، جادوگران آرکادیا ، غول کش ها : ظهور تایتان ها

## گوینده‌ها
- تاتیانا مازلانی در نقش آژا، ملکه کوراندا
- دیه‌گو لونا در نقش کِرِل
- نیک آفِرمن در نقش وارواتوس وِکس
- گلن کلوز در نقش مادر
- فرانک ولکر در نقش لوگ
- آلون ابوتبول در نقش موراندو
- اوزو ادوبا در نقش سرهنگ کوبریتز
- اسکار نویز در نقش گروهبان کاستاس
- اندی گارسیا در نقش پادشاه فیالکوف
- تام کنی در نقش دادلبک
- شریل هاینز در نقش ممبلانک
- نیک فراست در نقش استوارت
- دارین د پل در نقش صفر آلفا
- آن داوود در نقش صفر امگا
- هایلی اتول در نقش زادرا
- جنیفر هیل در نقش ایزیتا
- کریس اوبی در نقش لوت ساابریان
- دنی تِرِجو در نقش ترونوس
- کول ماس در نقش الی پپر جک
- استیون یون در نقش استیو پالچوک
- ج. بی. اِسموو در نقش فیل
- تام ویلسون در نقش مربی لارنس
- چارلی ساکستون در نقش توبی
- فرد تاتاسیوریور در نقش آررگ!!!، ارشد اول، نب، ماگماترون
- متیو واترسون در نقش آقای جانسون
- امیل هیرش در نقش جیم لیک جونیور.
- لکسی مدرانو در نقش کلر نوروز
- کلسی گرمر در نقش بلینکی
- جاناتان هاید در نقش استریکلندر
- آلفرد مولینا در نقش آرچی
- یارا شهیدی در نقش دارسی اسکات
- آجا و کرل همچنین در غول کش‌ها در قسمتهای "In Good Hands" و "The Eternal Knight Pt. 1" ظاهر شدند.